# Непридыхательные согласные

Сравнение согласных с разным временем начала озвончения: звонких (voiced), глухих непридыхательных (voiceless unaspirated) и глухих придыхательных (voiceless aspirated). Волны показывают работу голосовых связок или озвончение.

Непридыхательные согласные — согласные, произносимые без придыхания (аспирации). Большинство согласных относятся к этой группе, но в основном этот признак используется для характеристики глухих непридыхательных взрывных [p], [t], [c], [k], [q]. Серия глухих непридыхательных взрывных, в особенности согласные [p], [t], [k], являются самыми распространенными шумными согласными и встречаются почти во всех языках мира. Глухие согласные [п], [т], [к] в русском языке и аналогичные согласные в испанском и французском произносятся без придыхания.
Глухие непридыхательные взрывные характеризуются коротким периодом ВНО (время начала озвончения) — 0-30 мс. В рамках этого параметра они противопоставляются звонким взрывным и глухим придыхательным взрывным.